# Bestätigung des Vizepräsidenten der Vereinigten Staaten 1974
Die Bestätigung des Vizepräsidenten der Vereinigten Staaten 1974 fand vom 10. Dezember bis 19. Dezember 1974 im Kongress der Vereinigten Staaten statt. Nelson Rockefeller wurde mit großer Mehrheit bestätigt und wurde Vizepräsident. Er folgte auf Gerald Ford, der im Zuge des Watergate-Skandals Präsident der Vereinigten Staaten wurde.

## Vorgeschichte

### Rechtliches
Die Verfassung der Vereinigten Staaten schreibt vor, dass der Vizepräsident dem Präsidenten bei Tod, Krankheit oder Rücktritt nachfolgt. Allerdings erlaubte die Verfassung lange Zeit nicht, eine Vakanz der Vizepräsidentschaft zu füllen. Dies änderte sich 1967 mit dem 25. Zusatzartikel zur Verfassung der Vereinigten Staaten. Dieser erlaubt es dem Präsidenten, dem Kongress einen Nachfolger vorzuschlagen, dem dieser zustimmen muss. Nach der Wahl 1973 wurde nun binnen eines Jahres das zweite und bis heute letzte Mal der Vizepräsident durch den Kongress bestätigt.

### Zweite Nutzung
Am 9. August 1974 rückte Vizepräsident Gerald Ford (ein Republikaner) in das Präsidentschaftsamt auf. Zuvor trat Richard Nixon aufgrund eines drohenden Impeachments als erster Präsident zurück. Gemäß den Bestimmungen des 25. Zusatzartikels wird ein Vizepräsidentenamt besetzt, wenn der Präsident einen Kandidaten nominiert, der von beiden Kammern des Kongresses bestätigt wird. Präsident Ford hatte also die Aufgabe, einen Vizepräsidenten auszuwählen, der die Mehrheit der beiden Häuser des Kongresses erhalten konnte, die damals von den Demokraten kontrolliert wurden.
Präsident Ford erwog, den Senator von Tennessee Howard Baker und den früheren Vorsitzenden des Republican National Committee George H. W. Bush auszuwählen. Gerald Ford entschied sich jedoch am 20. August für Nelson Rockefeller, den ehemaligen Gouverneur von New York, der schon 1973 ein Kandidat war. Rockefeller war ein liberaler Republikaner, der Ford bei der Wahl 1976 helfen sollte.
Diese Auswahl führte jedoch dazu, dass sowohl konservative Demokraten als auch Mitglieder seiner eigenen Partei gegen Rockefeller stimmten und seine Nominierung hinauszögerten. Als langfristige Folge kann angesehen werden, dass er 1976 auf dem republikanischen Ticket durch Bob Dole ersetzt wurde, der konservativer war.

## Bestätigung im Kongress
- Dem-Nein: 4
- Rep-Nein: 3
- Dem-Ja: 52
- Unabh-Ja: 1
- Con-Ja: 1
- Rep-Ja: 36

- Dem-Nein: 98
- Rep-Nein: 30
- Dem-Ja: 134
- Rep-Ja: 153

Mit 90 zu 7 Stimmen bestätigte der Senat am 10. Dezember 1974 die Nominierung von Nelson Rockefeller. In der folgenden Woche, am 19. Dezember, gab das Repräsentantenhaus der Vereinigten Staaten mit 287 zu 128 Stimmen seine Zustimmung.  Bei den Gegenstimmen waren 30 Abgeordnete und drei Senatoren aus Rockefellers Partei. Die drei republikanischen Senatoren waren die Senatoren Barry Goldwater aus Arizona, Jesse Helms aus North Carolina und William L. Scott aus Virginia.
| Bestätigung des Vizepräsidenten im Senat | Partei         | Partei           | Partei            | Partei         | Gesamt      |
| ---------------------------------------- | -------------- | ---------------- | ----------------- | -------------- | ----------- |
| Bestätigung des Vizepräsidenten im Senat |                |                  |                   |                | Gesamt      |
| Bestätigung des Vizepräsidenten im Senat | Demokraten (D) | Republikaner (R) | Konservativer (K) | Unabhängig (U) | Gesamt      |
| Ja                                       | 52             | 36               | 1                 | 1              | 90 (92,8 %) |
| Nein                                     | 4              | 3                | 0                 | 0              | 7 (7,2 %)   |
| Ergebnis: gewählt                        |                |                  |                   |                |             |

| Bestätigung des Vizepräsidenten im Repräsentantenhaus | Partei         | Partei           | Gesamt       |
| ----------------------------------------------------- | -------------- | ---------------- | ------------ |
| Bestätigung des Vizepräsidenten im Repräsentantenhaus |                |                  | Gesamt       |
| Bestätigung des Vizepräsidenten im Repräsentantenhaus | Demokraten (D) | Republikaner (R) | Gesamt       |
| Ja                                                    | 134            | 153              | 287 (69,2 %) |
| Nein                                                  | 98             | 30               | 128 (30,8 %) |
| Ergebnis: gewählt                                     |                |                  |              |